# Raquel Pankowsky
Raquel Pankowsky (ur. 13 listopada 1950 w Meksyku, zm. 28 marca 2022) – meksykańska aktorka pochodzenia polskiego.

## Wybrana filmografia
- 1997: Esmeralda jako Juana
- 1998: Camila jako Gloria
- 2000: Cena miłości jako Meche
- 2012: Cachito de cielo jako Socorro "Coca" Obregón
- 2013: Qué pobres tan ricos jako Isela Blanco de Fontanet

## Nagrody

### Premios Calendario de Oro 2007
| Kategoria                   | Wynik   |
| --------------------------- | ------- |
| Najlepsza aktorka komediowa | Wygrana |

### TV Adicto Golden Awards
| Rok  | Kategoria                         | Telenowela       | Wynik   |
| ---- | --------------------------------- | ---------------- | ------- |
| 2012 | Najlepsza aktorka pierwszoplanowa | Cachito de cielo | Wygrana |

### Premios TVyNovelas
| Rok  | Kategoria                         | Telenowela        | Wynik     |
| ---- | --------------------------------- | ----------------- | --------- |
| 2018 | Najlepsza aktorka pierwszoplanowa | Papá a toda madre | Nominacja |